# José María Gil-Robles y Gil-Delgado
José María Gil-Robles y Gil-Delgado (Madrid, 17 de juny de 1935 - 13 de febrer de 2023) fou un advocat i polític espanyol, fill de José María Gil-Robles y Quiñones, el líder de la Confederació Espanyola de Dretes Autònomes (CEDA) durant la Segona República Espanyola, i germà d'Álvaro Gil-Robles y Gil-Delgado, que fou Defensor del Poble en els anys 1980.

## Biografia
José María va passar llarg temps exiliat a Estoril (Portugal), amb la seva família, a conseqüència de la Guerra Civil espanyola (1936-1939). Es llicencià en dret a la Universitat de Salamanca i fou professor de dret polític a la Universitat Complutense de 1959 a 1964. va col·laborar a la revista Cuadernos para el Diálogo.
Restaurada la democràcia a Espanya després de la mort de Francisco Franco Bahamonde el 1975, va passar a ser lletrat de les Corts Generals i, després, es va dedicar a l'activitat política dintre de la formació conservadora Aliança Popular, convertida més tard en el Partit Popular (PP). Escollit diputat al Parlament Europeu (eurodiputat) pel PP, en gener de 1997 es va convertir en president d'aquesta càmera, per a un mandat que abastava la segona meitat de la legislatura quinquennal 1994-1999. En 2014 va ingressar a la Reial Acadèmia de Ciències Econòmiques i Financeres.
Era vidu de Magdalena Casanueva Camins, neta del notari i polític espanyol Cándido Casanueva Gorjón.